# Mirjana Marković
Mirjana Marković, detta Mira (in serbo Мирјана "Мира" Марковић?; Požarevac, 10 luglio 1942 – Mosca, 14 aprile 2019), è stata una politica e docente serba, First Lady del Presidente della Jugoslavia Slobodan Milošević.
È stata leader della Sinistra Jugoslava  Unita (JUL) che ha governato in coalizione con il Partito socialista serbo di Milošević all'indomani della guerra in Bosnia. Aveva un'enorme influenza sul marito tanto da essere vista come il "potere dietro il trono". Tra i suoi oppositori, era conosciuta come "La Strega Rossa" e "Lady Macbeth" di Belgrado.
Marković è stata accusata di abuso d'ufficio per avere spinto ad assegnare un appartamento di proprietà statale per la tata di suo nipote nel settembre 2000. È stata incriminata nel dicembre 2002 ed è fuggita da Belgrado il 23 febbraio 2003. Nel giugno 2018 è stata dichiarata colpevole in contumacia da un tribunale di Belgrado, e condannata a un anno di reclusione, ma il verdetto è stato ribaltato in appello nel marzo 2019.
Marković ha vissuto sotto asilo politico in Russia dal febbraio 2003 fino alla sua morte, avvenuta il 14 aprile 2019 a Mosca.

## Biografia

### I primi anni
Marković era la figlia di Moma Marković e Vera Miletić, entrambi combattenti per i partigiani jugoslavi al momento della sua nascita. Sua zia era Davorjanka Paunović, segretaria privata e presunta amante di Josip Broz Tito. Sua madre Vera è stata catturata dalle truppe tedesche e presumibilmente ha rilasciato informazioni sensibili, sotto tortura. Fu poi giustiziata dai nazisti nel campo di concentramento di Banjica.
Marković ha incontrato Slobodan Milošević quando erano al liceo insieme. Si sono sposati nel 1965. La coppia ha avuto due figli, Marko e Marija, che hanno fondato TV Košava nel 1998 e ne sono stati i proprietari fino al rovesciamento di Milošević il 5 ottobre 2000.
Marković ha conseguito un dottorato di ricerca. in sociologia e ha insegnato la materia all'Università di Belgrado. Successivamente, è diventata membro onorario dell'Accademia delle scienze russa.

### Attività politica
Era considerata l'unica persona di cui suo marito si fidava, la sua influenza era considerata una fonte per l'aumento della forte retorica e delle azioni anti-occidentali di Milošević. "Lo ha inventato lei", ha detto il biografo di Milošević, Slavoljub Đukić, all'Ottawa Citizen nel 1998. "Non c'è mai stata una donna così potente nella storia della Serbia come Mirjana Marković. Ed è stata fatale per la Serbia". Come leader del suo partito politico, la Sinistra unita jugoslava, deteneva una forte influenza politica. Marković è stata in gran parte responsabile dell'erezione del monumento della Fiamma Eterna, poco prima del rovesciamento di Milošević nel 2000.
Si pensava, sebbene lei non fosse formalmente accusata, che fosse coinvolta negli omicidi dei rivali politici di suo marito, tra cui il politico serbo Ivan Stambolić, ex mentore di Milošević, nel 2000, e il giornalista Slavko Ćuruvija l'anno precedente.  "Milošević non ha mai avuto idee politiche proprie", ha detto Stambolić nel 2000. "Sono state tutte sue". Lei ha scritto un articolo politico nel settimanale serbo Duga durante la sequenza delle guerre negli anni '90. Gli osservatori lo hanno letto per tutti i messaggi in codice. Nella vecchia Jugoslavia, una volta scrisse, che "i Serbi e i Croati sono stati in grado di vivere fianco a fianco", anche se suo marito e i suoi soci li hanno poi portati alla distruzione.
Marković è stata autrice di molti libri, tradotti e venduti in Canada, Russia, Cina e India.

### Le sue opinioni
Le opinioni politiche di Marković tendevano ad essere la linea dura comunista. Sebbene abbia spesso affermato di essere d'accordo con il marito su tutto, Milošević sembra aver avuto meno tendenze autoritarie di Marković.
Secondo quanto riferito, Marković aveva poco rispetto per i leader serbo-bosniaci. Vojislav Šešelj è comparso davanti a un tribunale il 18 giugno 1994 per affrontare l'accusa di aver rotto i cavi del microfono in Parlamento. Ha letto una dichiarazione, dicendo: "Signor giudice, tutto quello che posso dire in mia difesa è che Milošević è il più grande criminale della Serbia". Marković ha risposto definendo Šešelj un "turco primitivo che ha paura di combattere come un uomo, e invece se ne sta seduto a insultare le mogli degli altri". Si dice anche che  Radovan Karadžić non era in grado di telefonare a Milošević perché Marković non avrebbe tollerato le sue chiamate.
Commentando l'arresto del marito per affrontare le accuse di crimini di guerra, Marković ha dichiarato: "Né l'Oriente né l'Occidente lo hanno tradito. L'unica persona che può tradirlo sono io. Ma le persone hanno la memoria corta e devi ricordare tutto a tutti. All'inizio degli anni Novanta mio marito è stato accusato da molti ambienti, in Jugoslavia e all'estero, di aver voluto mantenere in vita la Jugoslavia, anche se stava cadendo a pezzi e croati e sloveni volevano andarsene. Questo è stato il suo grande peccato. Serbi pazzi e Slobo pazzi, dicevano, vogliono la Jugoslavia. Ora, all'Aia, dicono che abbia smembrato la Jugoslavia. Lascia che si decidano".